# Slembimúli
Slembimúli är en ås i republiken Island. Den ligger i regionen Norðurland eystra, 220 km nordost om huvudstaden Reykjavík.